# Mačje oko (planetna maglica)
NGC 6543 je planetna maglica u zviježđu Zmaju. 
U središtu maglice je bijela točkica. To je mogući bijeli patuljak.
Suvremana istraživanja nekoliko tajna. Složenost strukture obično se objašnjava koronarnim izbačajima u dvojnim zvjezdanim sustavima u središtu maglicu, no izravnih potvrda da središnja zvijezda ima pratnju još nema. U prošlosti je u središtu maglice bila svijetla i vruća zvijezda koja je prije tisuću godina izgubila vanjsku ljusku i proizvela maglicu. Središnja je zvijezda klase O, temperature 80.000 Kelvina. 10.000 puta je sjajnija od Sunca, a promjera je 0,65 Sunčeva. Zvijezda i danas gubi masu jer njen zvjezdani vjetar je brzine 3,2·10−7 Sunčevih masa godišnje ili 20 bilijuna tona u sekundi. Prema izračunima današnja joj masa malko nadilazi Sunčevu, a nekad je bila 5 puta veća. Promatranjima rendgenskog zračenja putem teleskopa Chandre dade se uočiti točkasti izvor na mjestu središnje zvijezde. Jedna zvijezda obično ne zrači tako jako rendgensko zračenje, zbog čega se to ne može lako objasniti. Ukazuje na mogućnost akrecijskog diska u dvojnom zvjedanom sustavu. Promatranjima preko infracrvenog, proizlazi da ondje ima međuzvjezdane prašine u nižim temperaturnim područjima. Pretpostavlja se da nastaje u zadnjoj fazi izvorne središnje zvijezde. Infracrveno zračenje pokazuje postojanje neionzirane tvari poput molekulskog vodika (H2). Planetne maglica je sama po sebi ponajviše emisija molekulama uokrug maglice, ali izgleda da je kod NGC 6543 najsnažnija emisija molekulskog vodika oko unutarnjeg dijela vanjskog haloa. Mogući razlog je da se sražavaju različiti udarni valovi koji sadrže H2.
Mačje oko bilo je izvorom jedne od znanstvenih zabuna. Njegov emisijski spektar nije bio kao Sunčev, niti je odgovarao ikojem poznatom kemijskom elementu na Zemlji, zbog čega je u modele bio uvršten novi kemijski element nebulij.  Poslije se pokazalo da je to bilo pogrešno i da se radi o drugoj pojavi.

## Vanjske poveznice
- (engl.) SEDS: NGC 6543
- (engl.) Hartmut Frommert: Revidirani Novi opći katalog
- (engl.) Izvangalaktička baza podataka NASA-e i IPAC-a
- (engl.) Astronomska baza podataka SIMBAD
- (engl.) VizieR
- (engl.) Auke Slotegraaf: NGC 6543 Deep Sky Observer's Companion
- (engl.) NGC 6543  Arhivirana inačica izvorne stranice od 29. prosinca 2015. (Wayback Machine) DSO-tražilica
- (engl.) Courtney Seligman: Objekti Novog općeg kataloga: NGC 6500 - 6549